# Komenda Kadaň
Komenda johanitů v Kadani existovala v letech 1186 až 1559.

## Historie komendy
Začátky královského města Kadaně jsou úzce spjaty s řádem johanitů. Kníže Bedřich daroval roku 1186 Kadaň a velké území okolo ní řádu sv. Jana. I když je tato listina falzem, je jisto, že skutečné počátky Kadaně souvisejí s tímto řádem. Bylo to v době, kdy tento řád dosáhl vůbec svého vrcholu a v Čechách bylo ke konci 12. století na osmnáct komend.
Původním řádovým kostelem byl kostelík Stětí svatého Jana Křtitele na Špitálském předměstí, při němž vznikl špitál. Tento špitál zbudovali již johanité a kostelík, vzácná románská stavba, byl sice za husitských válek těžce poškozen, pak několikrát vyhořel a nakonec byl roku 1771 přestavěn. Přesto se ve zdivu dochovaly jeho románské zbytky.
Brzy však vznikla samostatná budova komendy na výšině nad Ohří. Postupně vznikalo na této výšině nové sídliště, které se roku 1259 stalo královským městem. I nový městský kostel patřil johanitům, kteří měli nad ním nejen patronátní právo, ale johanité zde sami vykonávali duchovní správu. Kadaňský komtur měl i patronátní právo nad některými blízkými farními kostely.
Komenda se nacházela v okolí děkanského kostela Povýšení svatého Kříže, kde se v domech čp. 83, 84 a 85 dochovaly pozůstatky její zástavby. Jejím hlavním prostorem byl velký sál s rozměry 8 × 15 metrů v domě čp. 84.
Známí jsou někteří kadaňští komturové (Zyfrid roku 1356, Pertold 1358, Martin 1363, Stach 1377). Po komturovi Stachovi se vystřídali i jako plebáni kostela Panny Marie komtuři Jan 1378–1383, Mikuláš 1383–1395, Bedřich 1395–1406, Mikuláš Prokop rezignoval roku 1410, Bedřich 1411, Ondřej 1411–1418. Za komtura Jana (1418) pak roku 1421 byla Kadaň husity obležena a dobyta. Do města byla dosazena husitská posádka. Komtur Jan včas prchl a jako kadaňský komtur se připomíná ještě roku 1423. Město Kadaň mělo za husitských válek velmi dramatické osudy.
Po husitských válkách byl znovu postaven kostel Panny Marie (asi v polovině 15. století – kolem roku 1458) a znovu ožila i johanitská komenda umístěná již v předchozí době patrně v budově nynějšího děkanství. Ve městě tehdy žili vedle sebe utrakvisté i katolíci. Oba katolické konventy, johanitů a minoritů, se postavily proti králi Jiřímu z Poděbrad v době, kdy na něj byla vyhlášena papežská klatba. Roku 1467 byla však Kadaň obsazena vojskem v čele s Jindřichem, synem krále Jiřího, a město, respektive jeho katolická část, jež zde vládla, bylo potrestáno. V této době byl komturem v Kadani Cyriak (1467). Roku 1470 uprchl komtur Cyriak z města, a i když komenda trvala déle, bylo její postavení již definitivně ohroženo, zvláště v 16. století, kdy sem začalo pronikat luteránství. Přesto však známe ještě další kadaňské johanity-maltézáky (Jan Turo 1470, Pankrác 1474, Jindřich 1483–1488, Jan z Mor 1940, Vavřinec 1497, Tomáš Během 1515, Jan 1526, Kryštof 1529). Brzy nemohl řád pro nedostatek kněží vykonávat duchovní správu a luterství nabylo ve městě převahy. Roku 1542 došlo k dohodě mezi maltézským velkopřevorem Zbyňkem Berkou z Dubé a městskou radou v Kadani o postoupení patronátního práva i komendy městu za podmínky, že město bude na vlastní náklad vydržovat kněze, školu a učitele. Řád se však práva na komendu zcela nevzdal, jak dokazuje pozvání velkopřevora Václava Zajíce z Házmburku roku 1559, jež bylo zasláno městské radě v Kadani. Ta byla vyzvána, aby vyslala do Strakonic, kde se 13. srpna 1558 konala řádová kapitula, dva zástupce. Kadaňští se omluvili, že nemají vhodné osoby, a požádali, aby maltézáci opět Kadaň obsadili. Protože však nebyl k dispozici žádný vhodný řádový kněz, převzalo město definitivně patronátní právo do svých rukou. Tím skončila téměř čtyřsetletá existence této komendy.
Kadaňský komtur měl patronátní právo nad farou v Mikulovicích (připomíná se již roku 1265 a po celé 14. století) a patronátní právo vykonával v téže době i nad farou v Prunéřově. Zpráva A. Frinda, že Johanité měli patronátní právo i v Jirkově, není pramenně doložena.